# Hemidactylus barbierii
Espèce
Statut de conservation UICN

 DD  : Données insuffisantes
Hemidactylus barbierii est une espèce de geckos de la famille des Gekkonidae.

## Répartition
Cette espèce est endémique du Kenya. Elle se rencontre dans les environs du lac Turkana.

## Description
Hemidactylus barbierii mesure, queue non comprise, jusqu'à 40 mm pour les mâles et jusqu'à 50 mm pour les femelles.

## Étymologie
Cette espèce est nommée en l'honneur de Francesco Barbieri (1944-2001).

## Publication originale
- Sindaco, Razzetti, Ziliani, Wasonga, Carugati, Fasola, 2007 : A New Species of Hemidactylus from Lake Turkana, Northern Kenya (Squamata: Gekkonidae). Acta Herpetologica, vol. 2, no 1, p. 37-48 (texte intégral).